# エギル・オルセン
エギル・オルセン（Egil Roger Olsen、1942年4月22日 - ）は、ノルウェーの元サッカー選手。元ノルウェー代表。ポジションはミッドフィールダー。

## 来歴
1964年にノルウェー代表デビュー、1971年までに15試合に出場した。
1990年から1998年にノルウェー代表監督を務めた。1994 FIFAワールドカップ・ヨーロッパ予選ではオランダやイングランドを上回ってグループ1位となり、56年ぶりのワールドカップ出場権を獲得した。2大会連続の出場となった1998 FIFAワールドカップではグループステージを突破、ベスト16となった。

## 代表歴

### 試合数
- 国際Aマッチ 15試合 0得点（1964年-1971年）[1]

| ノルウェー代表 | 国際Aマッチ | 国際Aマッチ |
| 年             | 出場        | 得点        |
| -------------- | ----------- | ----------- |
| 1964           | 3           | 0           |
| 1965           | 1           | 0           |
| 1966           | 0           | 0           |
| 1967           | 0           | 0           |
| 1968           | 0           | 0           |
| 1969           | 0           | 0           |
| 1970           | 8           | 0           |
| 1971           | 3           | 0           |
| 通算           | 15          | 0           |